# غافين ميلر
غافين ميلر (بالإنجليزية: Gavin Miller)‏ هو لاعب دوري الرغبي أسترالي، ولد في 4 يناير 1960.